# Krypopuntia
Krypopuntia (Opuntia humifusa) är en suckulent växt inom släktet opuntior (Opuntia) och familjen kaktusväxter. Arten förekommer naturligt i Kanada och östra USA, den är även naturaliserad på många håll, till exempel i Schweiz och Italien.
Plantorna är lågväxande, buskiga och bildar mattor eller bestånd, vanligen lägre än 30 cm höga. Stamsegmenten är runda till äggformigt elliptiska, gröna till rödaktigt purpur, 4-10 cm långa, 4-6 cm vida, till 1 cm tjocka. Bladen är kontiska, till 8 mm långa, de fälls tidigt. Areolerna är få, vanligen 1-2 cm ifrån varandra. Glochiderna är gula eller bruna, till 3 mm långa. Taggar saknas ofta och om de finns sitter de på de övre areolerna, de är nållika, grå till bruna 2-5 cm långa och sitter i rät vinkel mot stamsegmentet. Blommorna är gula, 4-6 cm i diameter. Frukten är ett köttigt bär, som moget purpur eller rödaktigt, 1,5-4 cm långt, 2-3 cm i diameter.

## Odling
Arten kan förväntas vara härdig södra Sverige, men kräver skydd mot vinterväta. Krypopuntia blommar oftast rikt i odling.

## Synonymer
Opuntia allairei Griffiths
Opuntia calcicola Wherry
Opuntia compressa (Salisbury) Maebride
Opuntia cumulicola Small
Opuntia fuscoatra Engelmann
Opuntia impedata Small ex Britton & Rose
Opuntia italica Tenore ex Pfeiffer
Opuntia nemoralis Griffiths
Opuntia rafinesquei Engelmann
Opuntia ruhiflora Griffiths
Opuntia vulgaris Miller